# إدغار كوان
إدغار كوان (بالإنجليزية: Edgar Cowan)‏ هو محامي وسياسي أمريكي، ولد في 19 سبتمبر 1815 في الولايات المتحدة، وتوفي في 31 أغسطس 1885 في الولايات المتحدة. حزبياً، نشط في الحزب الجمهوري. وقد انتخب عضو مجلس الشيوخ الأمريكي.